# Куран, Морис
Морис Куран (фр. Maurice Auguste Louis Marie Courant; 12 октября 1865 года — 18 августа 1935 года) — французский историк, считается основателем корееведения во Франции и в Европе. Написал библиографию в четырёх томах по корейской литературе.

## Биография
Морис Куран родился в Париже 12 октября 1865 года. Учился в Парижском университете и в Национальном институте восточных языков и цивилизаций.
Работал переводчиком с китайского в посольстве Франции в Пекине и переводчиком с корейского в посольстве Франции в Сеуле.
Профессор факультета литературы в Лионе.

## Научные труды
- La Cour de Péking, notes sur la constitution, la vie et le fonctionnement de cette cour, Paris, E. Leroux, 1891
- Bibliographie coréenne, Paris, E. Leroux, 1894—1901
- De la Lecture japonaise des textes contenant uniquement ou principalement des caractères idéographiques, Paris, Imprimerie nationale, 1897
- Notes sur les études coréennes et japonaises (1898 ?)
- Grammaire de la langue japonaise parlée, Paris, E. Leroux, 1899 imprimé par Tokyo Tsukiji Type Foundry, Tokyo, Japon
- Souvenir de Séoul, Corée, 1900
- En Chine : mœurs et institutions, hommes et faits, 1901
- Supplément à la «Bibliographie coréenne», jusqu’en 1899, Paris, E. Leroux, 1901
- Les Clans japonais sous les Tokugawa (1904 ?)
- La Corée et les puissances étrangères, Paris, F. Alcan, 1904
- La langue chinoise parlée : grammaire du Kwan-hwa septentrional, Paris, Lyon, Ernest Leroux, A. Rey, 1914
- Maurice Courant, Asie centrale aux XVIIe et XVIIIe siècles : empire Kalmouk ou empire Mantchou ?, Lyon & Paris, A. Rey, imprimeur-éditeur, Librairie A. Picard & fils, 1912 (докторская диссертация представлена на факультете литературы Лионского университета)